# Francisco Coelho (político)
Francisco de Assis Milhomem Coelho (Balsas, 14 de junho de 1949) é um engenheiro agrônomo, agropecuarista e político brasileiro que foi deputado federal pelo Maranhão.

## Dados biográficos
Filho de Joaquim Coelho e Silva e Perolina Milhomem Coelho. Em 1972 formou-se engenheiro agrônomo na Universidade Federal de Goiás dedicando-se à agropecuária até ser eleito presidente da Federação das Associações do Estado do Maranhão e depois ocupou a direção regional da Secretaria de Agricultura em São Luís, além de integrar o conselho de administração do Instituto de Terras do Maranhão e da Superintendência do Desenvolvimento do Maranhão (SUDEMA).
Eleito deputado estadual via PDS em 1982, licenciou-se para exercer o cargo de secretário do Interior durante o primeiro ano do governo Luís Rocha, a quem se vinculou politicamente e seguiu no ingresso no PFL. Eleito deputado federal em 1986, ajudou a escrever a Constituição de 1988, migrando em seguida para o PDC sendo reeleito em 1990. Votou a favor do impeachment de Fernando Collor em 1992. De volta ao PFL conquistou novos mandatos em 1994 e 1998 e nesse meio-tempo foi secretário de Agricultura no primeiro governo Roseana Sarney, todavia foi derrotado ao buscar um mandato de deputado federal em 2002.
Eleito prefeito de Balsas em 2004, trocou de partido e foi reeleito pelo PDT em 2008. Após migrar para o PSL foi derrotado na eleição para deputado federal em 2014 e para prefeito de sua cidade natal em 2016.